# پترا دی ساتر
پترا دی ساتر (به انگلیسی: Petra De Sutter)(زاده ۱۰ ژوئن ۱۹۶۳) سیاست‌مدار بلژیکی است.
او یک زن ترنس است.
او اولین وزیر تراجنسیتی در اروپا است.
او همچنین از سال ۲۰۱۹ تا ۲۰۲۰ عضو پارلمان اروپا بود.
در ۱ اکتبر ۲۰۲۰ دی ساتر به عنوان معاون نخست وزیر بلژیک در دولت الکساندر دی کرو سوگند یاد کرد و اولین معاون نخست وزیر تراجنسیتی اروپا و ارشدترین سیاستمدار ترنس در اروپا شد